# Памятник Достоевскому (Тобольск)
Памятник Фёдору Михайловичу Достоевскому в Тобольске расположен в одноимённом сквере рядом с храмом Петра и Павла. Открыт 29 октября 2010 г. Автором памятника выступил Михаил Переяславец — действительный член Российской Академии художеств, народный художник Российской Федерации, профессор кафедры скульптуры Московского государственного академического института имени Сурикова.
Выполненный из бронзы памятник показывает сидящего на скамье Фёдора Достоевского, который провёл в Тобольске 10 дней в 1850 г. в пересыльной тюрьме по дороге на каторгу в Омске. Рядом с писателем на скамье лежат тюремные кандалы и Евангелие, которое ему подарила Наталья Фонвизина, жена декабриста Михаила Фонвизина. Писатель сидит на грубой деревянной колоде, у него усталый вид, грубые от тяжёлой работы руки.

## История памятника
Идея воздвигнуть скульптуру возникла у руководителя Общественного благотворительного фонда «Возрождение Тобольска» Аркадия Григорьевича Елфимова, который обратился к будущему автору памятника Михаилу Переяславцу. Эта идея возникла давно, но только в 2007 г. она получила физическое воплощение. Благотворительный фонд также и финансировал эту работу.
Место установки памятника было одобрено членами исторического совета Тобольска, поскольку Достоевский именно в этом районе пребывал в пересыльном пункте.
В торжественной церемонии открытия памятника участвовали глава администрации города Тобольска И. Ф. Оленберг, автор памятника М. Переяславец, директор ООО «Зеленстрой-проект» генеральный подрядчик объекта К. Е. Гулевский, генеральная проектная организация благоустройства сквера ЗАО «НТПИ ТИ» г. Омск, главный инженер проекта А. А. Арбузов. Памятник был освящён Архиепископом Тобольским и Тюменским Димитрием при участии хора Тобольской Православной Духовной семинарии.
Памятник Достоевскому стал третьей работой М. Переяславца в Тобольске после памятников Дунину-Горкавичу и Петру Ершову.